# Liste der denkmalgeschützten Objekte in Úpice
Grundlage dieser Liste der denkmalgeschützten Objekte in Úpice ist die ÚSKP-Liste (Ústřední seznam kulturních památek České republiky, deutsch Zentrale Liste der Kulturdenkmäler der Tschechischen Republik), die von der tschechischen Denkmalschutzbehörde NPÚ (Národní památkový ústav, deutsch Nationale Denkmalbehörde) seit 1987 geführt wird und an die seit dem Jahr 1850 geschaffenen Listen anschließt.
Die Liste umfasst die Kulturdenkmale der Stadt Úpice mit dem Ortsteil Radeč im Okres Trutnov. 

## Úpice (Eipel)
| Lage                                                | Objekt                             | Beschreibung                                                           | ÚSKP-Nr.                  | Bild                  |
| --------------------------------------------------- | ---------------------------------- | ---------------------------------------------------------------------- | ------------------------- | --------------------- |
| Úpice, náměstí T. G. Masaryka (Standort)            | Kirche des hl. Jakobus des Älteren | Kirche des hl. Jakobus des Älteren                                     | 42227/6-3695 Info Katalog | weitere Bilder        |
| Úpice, náměstí T. G. Masaryka 1 (Standort)          | Pfarrhaus                          | Pfarrhaus                                                              | 50508/6-6048 Info Katalog | weitere Bilder        |
| Úpice, náměstí T. G. Masaryka 5 (Standort)          | Haus Nr. 5                         | Bürgerhaus                                                             | 49997/6-6052 Info Katalog | Haus Nr. 5            |
| Úpice, náměstí T. G. Masaryka 11 (Standort)         | Haus Nr. 11                        | Bürgerhaus                                                             | 22491/6-5093 Info Katalog | Haus Nr. 11           |
| Úpice, náměstí T. G. Masaryka 30 (Standort)         | Rathaus                            | Rathaus: ohne Gedenktafel, Städtisches Museum und Galerie.             | 44890/6-3701 Info Katalog | weitere Bilder        |
| Úpice, náměstí T. G. Masaryka 34 (Standort)         | Bürgerhaus U Johanesů              | Bürgerhaus U Johanesů                                                  | 13433/6-5671 Info Katalog | Bürgerhaus U Johanesů |
| Úpice, Žižkova 44 (Standort)                        | Haus Nr. 44                        | Bürgerhaus                                                             | 13434/6-5670 Info Katalog | Haus Nr. 44           |
| Úpice, Žižkova 45 (Standort)                        | Haus Nr. 45                        | Bürgerhaus                                                             | 101656 Info Katalog       | Haus Nr. 45           |
| Úpice, Žižkova 46 (Standort)                        | Bauernhaus Nr. 46                  | Bauerngehöft                                                           | 49995/6-6058 Info Katalog | Bauernhaus Nr. 46     |
| Úpice, Žižkova 92 (Standort)                        | Gasthaus Dřevěnka                  | Gasthaus Dřevěnka                                                      | 41289/6-3703 Info Katalog | weitere Bilder        |
| Úpice, Žižkova 169 (Standort)                       | Bauernhaus Nr. 169                 | Bauerngehöft                                                           | 50000/6-6062 Info Katalog | Bauernhaus Nr. 169    |
| Úpice, Husova (Standort)                            | Michaelskapelle                    | Michaelskapelle                                                        | 23969/6-3696 Info Katalog | weitere Bilder        |
| Úpice, Husova 644 (Standort)                        | Jan-Hus-Kirche (Husův sbor)        | Jan-Hus-Kirche (Husův sbor), Architekt: Josef Hanuš, errichtet 1924/25 | 49453/6-5988 Info Katalog | weitere Bilder        |
| Úpice, Pod městem 624 (Standort)                    | Haus Nr. 624                       | Bürgerhaus                                                             | 18409/6-5094 Info Katalog | Haus Nr. 624          |
| Úpice, Regnerova 265 (Standort)                     | Haus Nr. 265                       | Bürgerhaus                                                             | 38935/6-5092 Info Katalog | weitere Bilder        |
| Úpice, Bratří Čapků 800 (Standort)                  | Sparkasse                          | Sparkasse                                                              | 45937/6-3700 Info Katalog | Sparkasse             |
| Úpice, Bratří Čapků 404 (Standort)                  | Haus Nr. 404                       | Bürgerhaus                                                             | 101693 Info Katalog       | Haus Nr. 404          |
| Úpice, Poděbradova 165 (Standort)                   | Bauernhaus Nr. 165                 | Bauerngehöft                                                           | 25027/6-3705 Info Katalog | BW                    |
| Úpice, in der Schlucht bei Dlouhé Záhony (Standort) | Sühnekreuz U zabitého              | Sühnekreuz U zabitého                                                  | 32963/6-3699 Info Katalog | BW                    |
| Úpice, Skalka, Březinova (Standort)                 | Dreifaltigkeits-Skulptur           | Dreifaltigkeits-Skulptur                                               | 20710/6-3698 Info Katalog | BW                    |

## Radeč (Raatsch)
| Lage                                                 | Objekt                   | Beschreibung             | ÚSKP-Nr.                  | Bild              |
| ---------------------------------------------------- | ------------------------ | ------------------------ | ------------------------- | ----------------- |
| Radeč, im nordöstlichen Teil der Siedlung (Standort) | Kapelle                  | Kapelle                  | 12727/6-5677 Info Katalog | BW                |
| Radeč, am Hang oberhalb von Nr. 206 (Standort)       | Glockenturm              | Glockenturm              | 28504/6-3648 Info Katalog | BW                |
| Radeč 77 (Standort)                                  | Bauernhaus Nr. 77        | Bauerngehöft             | 34111/6-3651 Info Katalog | Bauernhaus Nr. 77 |
| Radeč, bei Nr. 42 (Standort)                         | Dreifaltigkeits-Skulptur | Dreifaltigkeits-Skulptur | 41716/6-3649 Info Katalog | BW                |
| Radeč, bei Nr. 76 (Standort)                         | Bildstock                | Bildstock                | 44844/6-3650 Info Katalog | Bildstock         |